# CSI: Miami (seizoen 3)
Het 3e seizoen van de Thriller Crime Scene Investigation Miami werd uitgezonden (in Amerika) van 20 september 2004 tot en met 23 mei 2005.
In Nederland werd dit seizoen van de serie door RTL 5 uitgezonden en dit gebeurde een half jaar later. Het derde seizoen bestond net zoals de voorafgaande uit 24 afleveringen die allen ongeveer 45 minuten duren. Enkel de zevende en zestiende aflevering waren langer en duurden 63 minuten. De hoofdrollen worden gespeeld door David Caruso, Emily Procter, Adam Rodriguez, Khandi Alexander en Sofia Milos.
De dvd van het derde seizoen werd op 22 november 2005 uitgegeven in Amerika, Canada en Bermuda, op 23 oktober 2006 werd de dvd ook in Europa, en dus Nederland, uitgegeven.

## Rolverdeling
| Acteur           | Personage         | per aflevering                                  | per aflevering                                                 | per aflevering                                                 | per aflevering                                                 | per aflevering                                                 | per aflevering                                                 | per aflevering                                                 | per aflevering                                                 | per aflevering                                                 | per aflevering                                                 | per aflevering                                                 | per aflevering                                                 | per aflevering                                                 | per aflevering                                                 | per aflevering                                                 | per aflevering                                                 | per aflevering                                                 | per aflevering                                                 | per aflevering                                                 | per aflevering                                                 | per aflevering                                                 | per aflevering                                                 | per aflevering                                                 | per aflevering                                                 |
| Acteur           | Personage         | 1e                                              | 2e                                                             | 3e                                                             | 4e                                                             | 5e                                                             | 6e                                                             | 7e                                                             | 8e                                                             | 9e                                                             | 10e                                                            | 11e                                                            | 12e                                                            | 13e                                                            | 14e                                                            | 15e                                                            | 16e                                                            | 17e                                                            | 18e                                                            | 19e                                                            | 20e                                                            | 21e                                                            | 22e                                                            | 23e                                                            | 24e                                                            |
| ---------------- | ----------------- | ----------------------------------------------- | -------------------------------------------------------------- | -------------------------------------------------------------- | -------------------------------------------------------------- | -------------------------------------------------------------- | -------------------------------------------------------------- | -------------------------------------------------------------- | -------------------------------------------------------------- | -------------------------------------------------------------- | -------------------------------------------------------------- | -------------------------------------------------------------- | -------------------------------------------------------------- | -------------------------------------------------------------- | -------------------------------------------------------------- | -------------------------------------------------------------- | -------------------------------------------------------------- | -------------------------------------------------------------- | -------------------------------------------------------------- | -------------------------------------------------------------- | -------------------------------------------------------------- | -------------------------------------------------------------- | -------------------------------------------------------------- | -------------------------------------------------------------- | -------------------------------------------------------------- |
| David Caruso     | Horatio Caine     | Gehele seizoen                                  | Gehele seizoen                                                 | Gehele seizoen                                                 | Gehele seizoen                                                 | Gehele seizoen                                                 | Gehele seizoen                                                 | Gehele seizoen                                                 | Gehele seizoen                                                 | Gehele seizoen                                                 | Gehele seizoen                                                 | Gehele seizoen                                                 | Gehele seizoen                                                 | Gehele seizoen                                                 | Gehele seizoen                                                 | Gehele seizoen                                                 | Gehele seizoen                                                 | Gehele seizoen                                                 | Gehele seizoen                                                 | Gehele seizoen                                                 | Gehele seizoen                                                 | Gehele seizoen                                                 | Gehele seizoen                                                 | Gehele seizoen                                                 | Gehele seizoen                                                 |
| Emily Procter    | Calleigh Duquesne | Gehele seizoen                                  | Gehele seizoen                                                 | Gehele seizoen                                                 | Gehele seizoen                                                 | Gehele seizoen                                                 | Gehele seizoen                                                 | Gehele seizoen                                                 | Gehele seizoen                                                 | Gehele seizoen                                                 | Gehele seizoen                                                 | Gehele seizoen                                                 | Gehele seizoen                                                 | Gehele seizoen                                                 | Gehele seizoen                                                 | Gehele seizoen                                                 | Gehele seizoen                                                 | Gehele seizoen                                                 | Gehele seizoen                                                 | Gehele seizoen                                                 | Gehele seizoen                                                 | Gehele seizoen                                                 | Gehele seizoen                                                 | Gehele seizoen                                                 | Gehele seizoen                                                 |
| Adam Rodriguez   | Eric Delko        | Gehele seizoen                                  | Gehele seizoen                                                 | Gehele seizoen                                                 | Gehele seizoen                                                 | Gehele seizoen                                                 | Gehele seizoen                                                 | Gehele seizoen                                                 | Gehele seizoen                                                 | Gehele seizoen                                                 | Gehele seizoen                                                 | Gehele seizoen                                                 | Gehele seizoen                                                 | Gehele seizoen                                                 | Gehele seizoen                                                 | Gehele seizoen                                                 | Gehele seizoen                                                 | Gehele seizoen                                                 | Gehele seizoen                                                 | Gehele seizoen                                                 | Gehele seizoen                                                 | Gehele seizoen                                                 | Gehele seizoen                                                 | Gehele seizoen                                                 | Gehele seizoen                                                 |
| Khandi Alexander | Alexx Woods       | Gehele seizoen                                  | Gehele seizoen                                                 | Gehele seizoen                                                 | Gehele seizoen                                                 | Gehele seizoen                                                 | Gehele seizoen                                                 | Gehele seizoen                                                 | Gehele seizoen                                                 | Gehele seizoen                                                 | Gehele seizoen                                                 | Gehele seizoen                                                 | Gehele seizoen                                                 | Gehele seizoen                                                 | Gehele seizoen                                                 | Gehele seizoen                                                 | Gehele seizoen                                                 | Gehele seizoen                                                 | Gehele seizoen                                                 | Gehele seizoen                                                 | Gehele seizoen                                                 | Gehele seizoen                                                 | Gehele seizoen                                                 | Gehele seizoen                                                 | Gehele seizoen                                                 |
| Rory Cochrane    | Tim Speedle       |                                                 | Tim Speedle kwam alleen nog maar in de eerste aflevering voor. | Tim Speedle kwam alleen nog maar in de eerste aflevering voor. | Tim Speedle kwam alleen nog maar in de eerste aflevering voor. | Tim Speedle kwam alleen nog maar in de eerste aflevering voor. | Tim Speedle kwam alleen nog maar in de eerste aflevering voor. | Tim Speedle kwam alleen nog maar in de eerste aflevering voor. | Tim Speedle kwam alleen nog maar in de eerste aflevering voor. | Tim Speedle kwam alleen nog maar in de eerste aflevering voor. | Tim Speedle kwam alleen nog maar in de eerste aflevering voor. | Tim Speedle kwam alleen nog maar in de eerste aflevering voor. | Tim Speedle kwam alleen nog maar in de eerste aflevering voor. | Tim Speedle kwam alleen nog maar in de eerste aflevering voor. | Tim Speedle kwam alleen nog maar in de eerste aflevering voor. | Tim Speedle kwam alleen nog maar in de eerste aflevering voor. | Tim Speedle kwam alleen nog maar in de eerste aflevering voor. | Tim Speedle kwam alleen nog maar in de eerste aflevering voor. | Tim Speedle kwam alleen nog maar in de eerste aflevering voor. | Tim Speedle kwam alleen nog maar in de eerste aflevering voor. | Tim Speedle kwam alleen nog maar in de eerste aflevering voor. | Tim Speedle kwam alleen nog maar in de eerste aflevering voor. | Tim Speedle kwam alleen nog maar in de eerste aflevering voor. | Tim Speedle kwam alleen nog maar in de eerste aflevering voor. | Tim Speedle kwam alleen nog maar in de eerste aflevering voor. |
| Sofia Milos      | Yelina Salas      | Gehele seizoen                                  | Gehele seizoen                                                 | Gehele seizoen                                                 | Gehele seizoen                                                 | Gehele seizoen                                                 | Gehele seizoen                                                 | Gehele seizoen                                                 | Gehele seizoen                                                 | Gehele seizoen                                                 | Gehele seizoen                                                 | Gehele seizoen                                                 | Gehele seizoen                                                 | Gehele seizoen                                                 | Gehele seizoen                                                 | Gehele seizoen                                                 | Gehele seizoen                                                 | Gehele seizoen                                                 | Gehele seizoen                                                 | Gehele seizoen                                                 | Gehele seizoen                                                 | Gehele seizoen                                                 | Gehele seizoen                                                 | Gehele seizoen                                                 | Gehele seizoen                                                 |
| Jonathan Togo    | Ryan Wolfe        |                                                 |                                                                | Gastrol                                                        | Gastrol                                                        | Gastrol                                                        | Aflevering 6 t/m 24                                            | Aflevering 6 t/m 24                                            | Aflevering 6 t/m 24                                            | Aflevering 6 t/m 24                                            | Aflevering 6 t/m 24                                            | Aflevering 6 t/m 24                                            | Aflevering 6 t/m 24                                            | Aflevering 6 t/m 24                                            | Aflevering 6 t/m 24                                            | Aflevering 6 t/m 24                                            | Aflevering 6 t/m 24                                            | Aflevering 6 t/m 24                                            | Aflevering 6 t/m 24                                            | Aflevering 6 t/m 24                                            | Aflevering 6 t/m 24                                            | Aflevering 6 t/m 24                                            | Aflevering 6 t/m 24                                            | Aflevering 6 t/m 24                                            | Aflevering 6 t/m 24                                            |
| Rex Linn         | Frank Tripp       | Gehele seizoen als gastrol, geen vast personage | Gehele seizoen als gastrol, geen vast personage                | Gehele seizoen als gastrol, geen vast personage                | Gehele seizoen als gastrol, geen vast personage                | Gehele seizoen als gastrol, geen vast personage                | Gehele seizoen als gastrol, geen vast personage                | Gehele seizoen als gastrol, geen vast personage                | Gehele seizoen als gastrol, geen vast personage                | Gehele seizoen als gastrol, geen vast personage                | Gehele seizoen als gastrol, geen vast personage                | Gehele seizoen als gastrol, geen vast personage                | Gehele seizoen als gastrol, geen vast personage                | Gehele seizoen als gastrol, geen vast personage                | Gehele seizoen als gastrol, geen vast personage                | Gehele seizoen als gastrol, geen vast personage                | Gehele seizoen als gastrol, geen vast personage                | Gehele seizoen als gastrol, geen vast personage                | Gehele seizoen als gastrol, geen vast personage                | Gehele seizoen als gastrol, geen vast personage                | Gehele seizoen als gastrol, geen vast personage                | Gehele seizoen als gastrol, geen vast personage                | Gehele seizoen als gastrol, geen vast personage                | Gehele seizoen als gastrol, geen vast personage                | Gehele seizoen als gastrol, geen vast personage                |

## Afleveringen
| Nr. | Titel aflevering      | Geregisseerd door | Geschreven door                                    | Uitzenddatum VS   | Uitzenddatum Nederland |
| --- | --------------------- | ----------------- | -------------------------------------------------- | ----------------- | ---------------------- |
| 1   | "Lost Son"            | Duane Clark       | Ann Donahue & Elizabeth Devine                     | 20 september 2004 | 14 november 2006       |
| 2   | "Pro Per"             | Karen Gaviola     | John Haynes & Steven Maeda                         | 27 september 2004 | 21 november 2006       |
| 3   | "Under the Influence" | Scott Lautanen    | Marc Dube & Corey Miller                           | 4 oktober 2004    | 28 november 2006       |
| 4   | "Murder in a Flash"   | Fred Keller       | Anne McGrail & Sunil Nayar                         | 11 oktober 2004   | 5 december 2006        |
| 5   | "Legal"               | Duane Clark       | Michael Ostrowski & Ildy Modrovich                 | 18 oktober 2004   | 19 december 2006       |
| 6   | "Hell Night"          | Scott Lautanen    | Steven Maeda & Corey Miller                        | 25 oktober 2004   | 26 december 2006       |
| 7   | "Crime Wave"          | Karen Gaviola     | Elizabeth Devine                                   | 8 november 2004   | 2 januari 2007         |
| 8   | "Speed Kills"         | Fred Keller       | Sunil Nayar & Marc Dube                            | 15 november 2004  | 9 januari 2007         |
| 9   | "Pirated"             | Duane Clark       | Michael Ostrowski & Steven Maeda                   | 22 november 2004  | 16 januari 2007        |
| 10  | "After the Fall"      | Scott Lautanen    | Ildy Modrovich & Marc Dube & John Haynes           | 29 november 2004  | 6 februari 2007        |
| 11  | "Addiction"           | Steven DePaul     | Charles Holland                                    | 13 december 2004  | 13 februari 2007       |
| 12  | "Shootout"            | Norberto Barba    | Corey Miller & Sunil Nayar                         | 3 januari 2005    | 20 februari 2007       |
| 13  | "Cop Killer"          | Jonathan Glassner | Steven Maeda & Krystal Houghton                    | 17 januari 2005   | 27 februari 2007       |
| 14  | "One Night Stand"     | Greg Yaitanes     | Michael Ostrowski & John Haynes                    | 7 februari 2005   | 3 april 2007           |
| 15  | "Identity"            | Gloria Muzio      | Ann Donahue & Ildy Modrovich                       | 14 februari 2005  | 8 mei 2007             |
| 16  | "Nothing to Lose"     | Karen Gaviola     | Elizabeth Devine & Marc Dube                       | 21 februari 2005  | 5 juni 2007            |
| 17  | "Money Plane"         | Scott Lautanen    | Sunil Nayar & Steven Maeda                         | 7 maart 2005      | 15 mei 2007            |
| 18  | "Game Over"           | Jonathan Glassner | Michael Ostrowski & Corey Miller                   | 21 maart 2005     | 22 mei 2007            |
| 19  | "Sex & Taxes"         | Scott Shiffman    | Ildy Modrovich & Brian Davidson                    | 11 april 2005     | 29 mei 2007            |
| 20  | "Killer Date"         | Karen Gaviola     | Elizabeth Devine & John Haynes                     | 18 april 2005     | 12 juni 2007           |
| 21  | "Recoil"              | Joe Chappelle     | Steven Maeda & Marc Dube                           | 2 mei 2005        | 19 juni 2007           |
| 22  | "Vengeance"           | Norberto Barba    | Corey Miller & Sunil Nayar                         | 9 mei 2005        | 26 juni 2007           |
| 23  | "Whacked"             | Scott Lautanen    | Ann Donahue & Elizabeth Devine & Ildy Modrovich    | 16 mei 2005       | 3 juli 2007            |
| 24  | "10-7"                | Joe Chappelle     | Ann Donahue & Elizabeth Devine & Michael Ostrowski | 23 mei 2005       | 10 juli 2007           |